# Cratioma
Cratioma is een geslacht van rechtvleugeligen uit de familie sabelsprinkhanen (Tettigoniidae). De wetenschappelijke naam van dit geslacht is voor het eerst geldig gepubliceerd in 1906 door Bolívar.

## Soorten
Het geslacht Cratioma omvat de volgende soorten:
- Cratioma aberratum Karny, 1924
- Cratioma borneense Beier, 1954
- Cratioma dilatatum Karny, 1923
- Cratioma elongatum Brunner von Wattenwyl, 1895
- Cratioma fenestratum Stoll, 1787
- Cratioma myops Serville, 1838
- Cratioma oculatum Karny, 1926
- Cratioma superbum Rehn, 1909